# François Letexier
François Letexier (ur. 23 sierpnia 1989 w Bédée) – francuski sędzia piłkarski. Od 2017 roku sędzia międzynarodowy.
Letexier sędziował mecze Ligi Mistrzów UEFA, Ligi Europy UEFA, Ligi Konferencji Europy UEFA, Ligi Narodów UEFA, Mistrzostw Świata U-20 w Piłce Nożnej 2023 oraz Mistrzostw Europy w Piłce Nożnej 2024, w tym mecz finałowy.

## Sędziowane meczeLigi Mistrzów UEFA[3]
| Mecz                               | Data       | Miejsce                             | Runda        | Wynik | Żółta kartka | Czerwona kartka |
| ---------------------------------- | ---------- | ----------------------------------- | ------------ | ----- | ------------ | --------------- |
| Borussia Dortmund – FC Kopenhaga   | 6.09.2022  | Signal Iduna Park, Dortmund         | Faza grupowa | 3:0   | 2            | 0               |
| Ajax Amsterdam – SSC Napoli        | 4.10.2022  | Johan Cruijff Arena, Amsterdam      | Faza grupowa | 1:6   | 4            | 1               |
| Chelsea FC – Dinamo Zagrzeb        | 2.11.2022  | Stamford Bridge, Londyn             | Faza grupowa | 2:1   | 4            | 0               |
| Real Madryt – Chelsea FC           | 12.04.2023 | Estadio Santiago Bernabéu, Madryt   | Ćwierćfinał  | 2:0   | 5            | 1               |
| Inter Mediolan – Red Bull Salzburg | 24.10.2023 | Stadion Giuseppego Meazzy, Mediolan | Faza grupowa | 2:1   | 4            | 0               |

## Sędziowane mecze Ligi Europy UEFA
| Mecz                              | Data       | Miejsce                                | Runda       | Wynik | Żółta kartka | Czerwona kartka |
| --------------------------------- | ---------- | -------------------------------------- | ----------- | ----- | ------------ | --------------- |
| Sporting Lizbona – FC Midtjylland | 16.02.2023 | Estádio José Alvalade, Lizbona         | 1/16 finału | 1:1   | 5            | 0               |
| Sevilla FC – Fenerbahçe           | 9.03.2023  | Estadio Ramón Sánchez Pizjuán, Sewilla | 1/8 finału  | 2:0   | 3            | 0               |
| Sporting Lizbona – Juventus FC    | 20.04.2023 | Estádio José Alvalade, Lizbona         | Ćwierćfinał | 1:1   | 4            | 0               |